# Genetic Disorder
Genetic Disorder – szósty album studyjny power metalowego zespołu Nightmare. Płyta została nagrana w studiu Fredman w Götebergu.

## Lista utworów
1. ”Nothing Left Behind” 	- 05:15
2. ”Battleground for Suicide” -	04:16
3. ”Queen of Love & Pain” -	03:46
4. ”Conspiracy” -	04:09
5. ”Leader of the Masquerade” -	04:22
6. ”Final Procession” -	05:01
7. ”The Dominion Gate (Part II)” -	06:21
8. ”The Winds of Sin” -	04:28
9. ”Forsaken Child” -	04:33
10. ”A Thrill of Death” -	04:58
11. ”Wicked White Demon” -	03:41
12. ”Dawn of Darkness” -	06:08

## Wykonawcy
- Jo Amore - wokal
- Franck Milleliri - gitara
- Alex Hilbert - gitara
- Yves Campion - gitara basowa
- David Amore - perkusja